# Hotel Schwarzer Adler (Stendal)

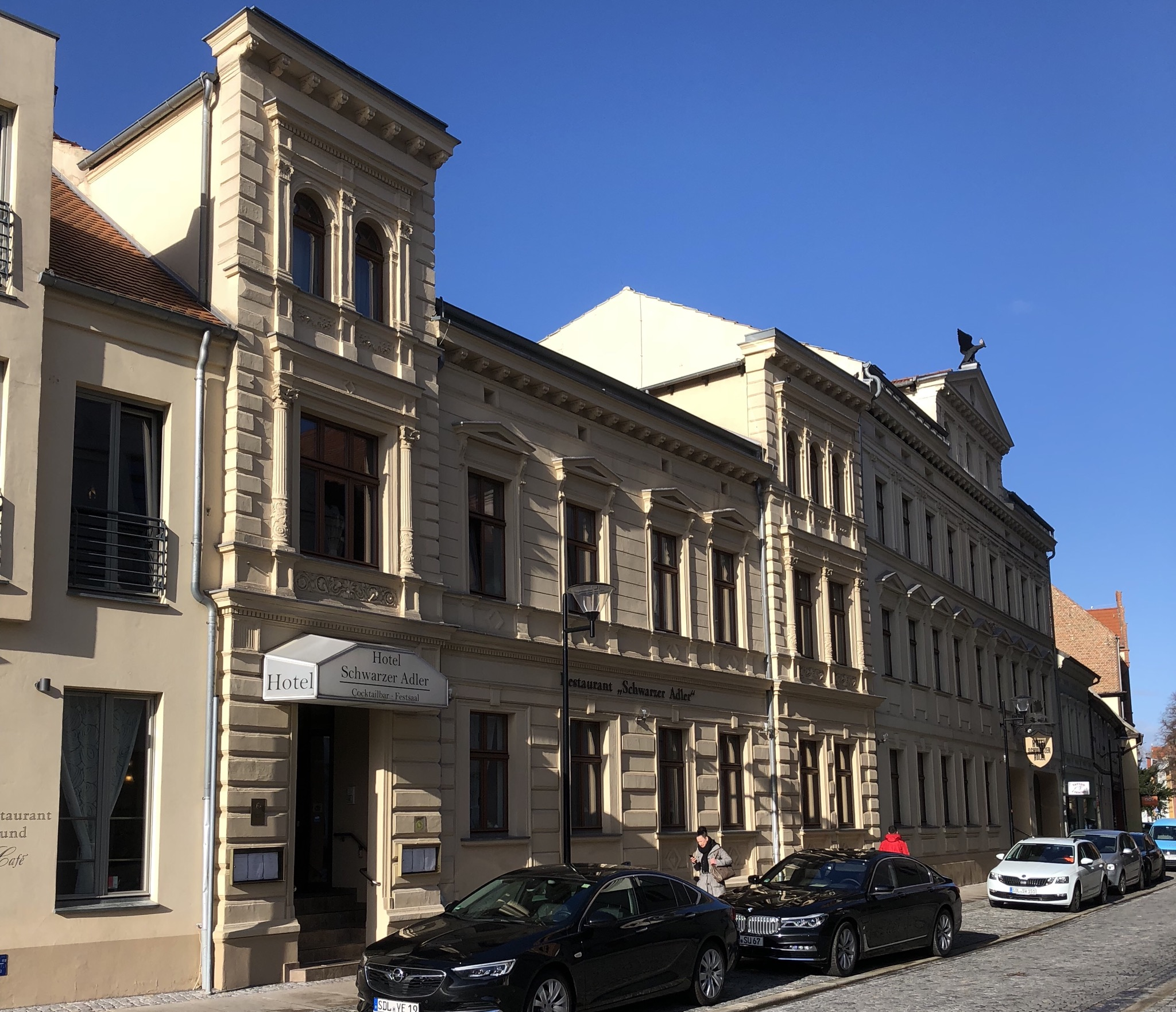
Hotel Schwarzer Adler, Blick von Südwesten, 2019

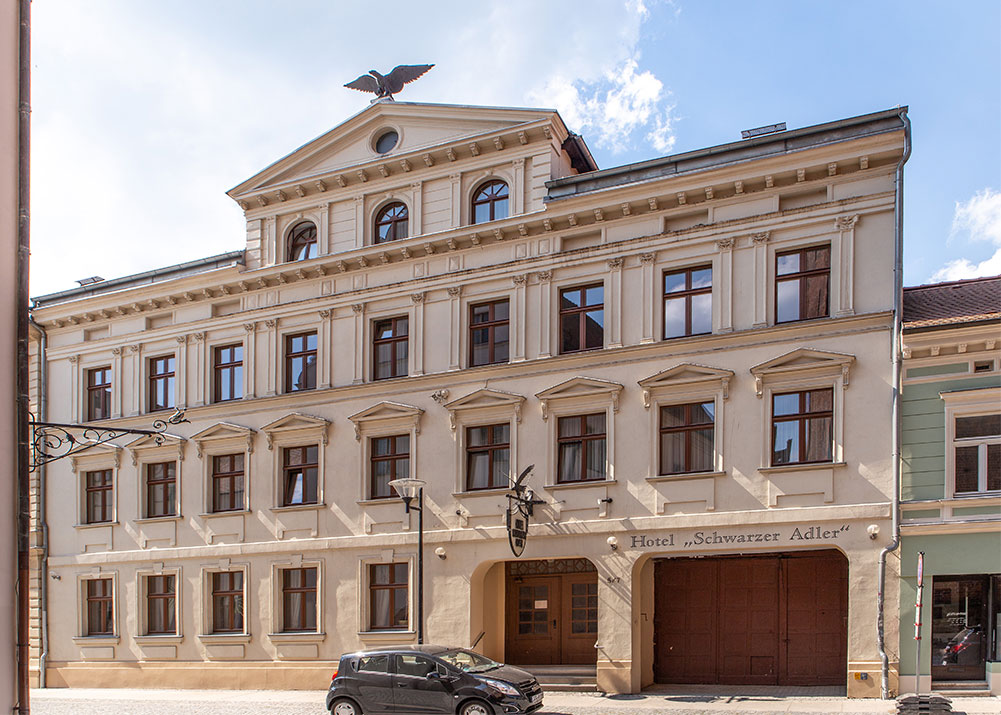
Blick von Süden, 2018

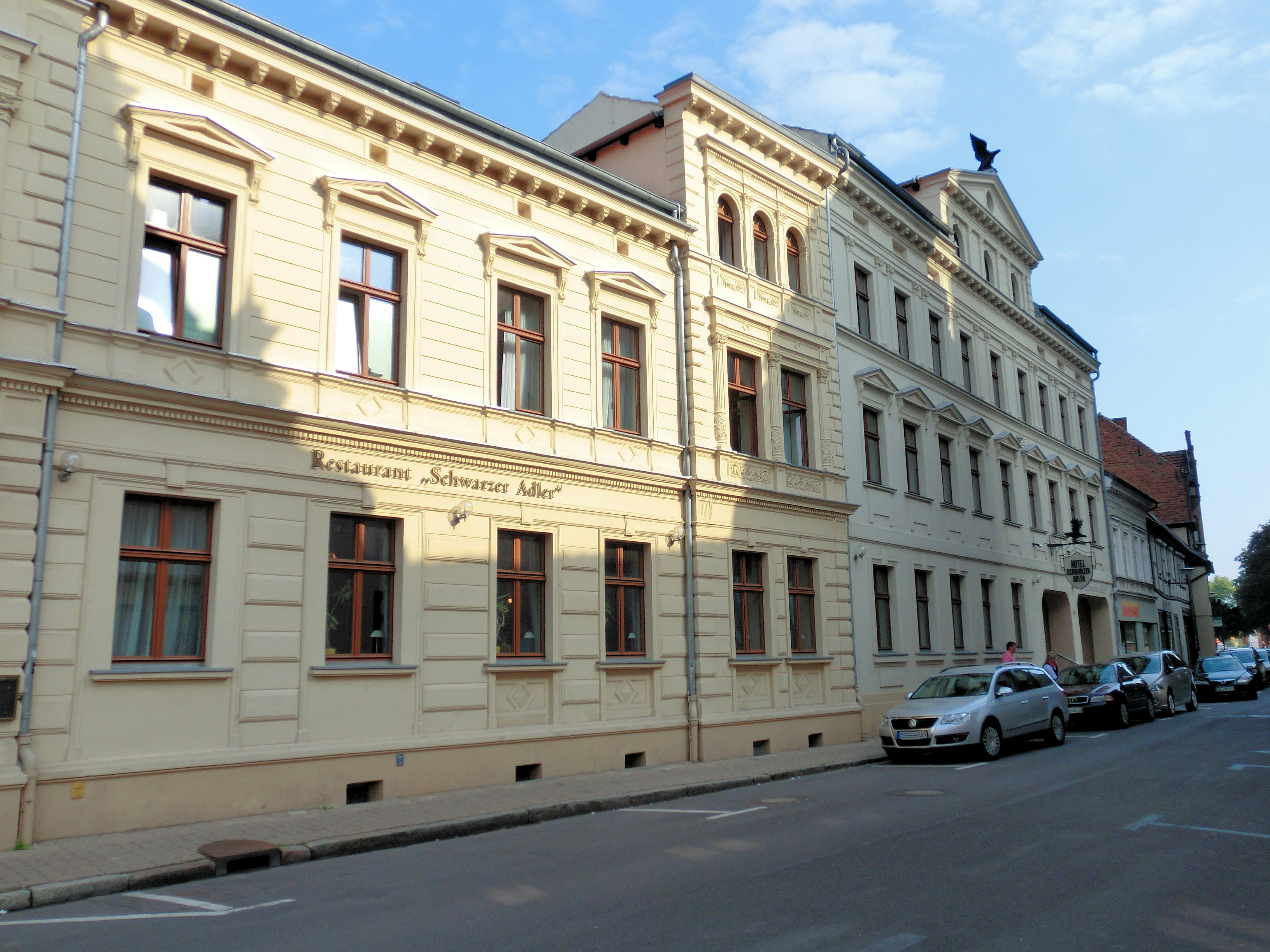
2011

Das Hotel Schwarzer Adler ist ein denkmalgeschütztes Hotel in Stendal in Sachsen-Anhalt.

## Lage
Es befindet sich an der Adresse Kornmarkt 5 bis 7 auf der Nordseite der Straße Kornmarkt in der Stendaler Altstadt, unmittelbar gegenüber dem Rathaus Stendal und der Sankt-Marien-Kirche.

## Geschichte
Der Gasthof Zum Schwarzen Adler bestand bereits Anfang des 17. Jahrhunderts und ist der älteste noch in Betrieb befindliche Gasthof Stendals. Überliefert ist, dass die Brandstifterin Grete Minde 1617 hier übernachtete. Im 19. Jahrhundert gehörte der Gasthof der Familie Bech. 1843 wurde der Festsaal des Hauses modernisiert und mit einem Maskenball eingeweiht. Im Jahr 1863 übernachtete anlässlich einer Altmark-Reise der preußische Kronprinz Friedrich Wilhelm im Schwarzen Adler. 1897 wurden Streitigkeiten um die Schankerlaubnis beigelegt, die Hermann Bech wieder erteilt wurde. Die Erlaubnis war wegen der Nähe zur Sankt-Marien-Kirche in Zweifel. Zwischen 1905 und 1913 wurde der Festsaal erneut modernisiert.
1920 übernahm die Gesellschaft der Landwirte den Hotelbetrieb, der nun als Haus der Landwirte geführt wurde. Es wurde 1925 dann auch das Grundstück Kornmarkt 7 dazu erworben, wo die Kutscherkneipe betrieben und ein Stall für 25 Pferde und zwei Wagenhallen errichtet worden. Heute befindet sich dort der Hotelparkplatz.
1938 übernahm Willy Picht das Hotel, das er nun wieder unter dem Namen Schwarzer Adler führte. In der Zeit um 1940 boxte während eines Schaukampfes Max Schmeling im Festsaal. Der Saal diente nach Ende des Zweiten Weltkriegs vorübergehend als Quartier für 204 Flüchtlinge. 1958 war er Ausweichspielstätte für das Theater der Altmark, deren eigentlicher Spielort von der Baupolizei gesperrt worden war. In den 1980er Jahren diente der Saal dann als Kino.
Bis 1998 betrieb die Familie Picht das Haus. Es folgten eine Modernisierung und schließlich im Jahr 2002 die Neueröffnung. 2005 wurde der große Festsaal restauriert.
Im örtlichen Denkmalverzeichnis ist das Hotel unter der Erfassungsnummer 094 18015 als Baudenkmal verzeichnet.

## Ausstattung
Das Hotel verfügt über 41 Zimmer und Suiten. Bekannt ist das Haus für seinen großen im Jugendstil gestalteten Festsaal. Er fasst bei einer Theaterbestuhlung 450 Plätze zuzüglich weiterer 150 Plätze auf der Empore. Darüber hinaus gibt es einen kleinen Festsaal (80 Plätze) sowie zwei weitere Säle (80 bzw. 40 Plätze). Zum Hotel gehören auch ein Restaurant und eine Bar.